# Bethalus gorongozae
Bethalus gorongozae är en kräftdjursart som beskrevs av Barnard 1960. Bethalus gorongozae ingår i släktet Bethalus och familjen Armadillidae. Inga underarter finns listade i Catalogue of Life.